# Karol Barański
Karol Barański – poseł do Sejmu Krajowego Galicji VI kadencji (1889–1894), właściciel dóbr Radłowice koło Sambora.
Wybrany do Sejmu Krajowego z IV kurii okręgu wyborczego Sambor.